# 天主教奧維多上校鎮教區
天主教奧維多上校鎮教區（拉丁語：Dioecesis Oviedopolitana）是巴拉圭一個羅馬天主教教區，屬亞松森總教區。1961年9月10日設自治監督區，1976年3月6日升為教區。
教區位於卡瓜蘇省。2006年有教友435,000人（佔轄區總人口90.6%）、廿一個堂區、卅八名司鐸。現任教區主教為若望·巴迪斯達·加維蘭·貝拉斯克斯。